# Rudi Rauher
Rudolf Wilhelm „Rudi“ Rauher (* 20. März 1901 in Gevelsberg; † 15. Januar 1958 in Köln) war ein deutscher Hörfunkmoderator.

## Leben
Rauhers Eltern waren der Kaufmann Rudolf Rauher und seine Frau Else, geborene Schmitz. Von 1907 bis 1911 besuchte er die Volksschule in seinem Heimatort Gevelsberg und von 1911 bis 1912 die dortige Realschule. 1912 wechselte er auf das Realgymnasium in Vohwinkel und 1917 auf die Oberrealschule in Elberfeld, wo er 1920 das Abitur ablegte. Nach einer Lehre bei der Deutschen Bank arbeitete er 1924 als Bankangestellter und 1925 als Verkäufer in einer Wuppertaler Elektrogroßhandlung.
Als die Westdeutsche Funkstunde AG, die einen Nebensender in Elberfeld betrieb, eine Vertretung für einen Ansager suchte, fand Rauher seinen Einstieg in das neue Medium Rundfunk und erhielt zum 1. Januar 1926 eine Festeinstellung als Ansager. Damit war er nicht nur Nachrichtensprecher, sondern auch Reporter und Moderator. Nach der Umbenennung der WEFAG in Westdeutsche Rundfunk AG (WERAG) 1927 wurde er 1929 nach der Schließung der Nebenstelle in Elberfeld von der Zentrale in Köln übernommen.
Da Rauher politisch nicht aktiv war, konnte er seine Arbeit ab 1933 beim nunmehrigen Reichssender Köln unter der Intendanz von Heinrich Glasmeier und Toni Winkelnkemper fortsetzen. Besonders populär wurde er durch die Musiksendung Der frohe Samstagnachmittag, die von 1934 bis 1939 ausgestrahlt und von Mai 1935 an reichsweit auch über die anderen Sender übertragen wurde. Unter dem Namen Drei frohe Gesellen moderierte er die Sendung mit Hans Salcher (1892–1943) und Carl Wilhelmi († 1942). Das Trio stand im Mittelpunkt des 1936 erschienenen Spielfilms Hermännchen. Nee, nee, was es nich’ alles gibt.
Großer Beliebtheit erfreute sich auch die Sendereihe Die Werkpause, die Rudi Rauher im Wechsel mit anderen Sprechern moderierte. Sie wurde von 1936 bis 1940 in der Mittagszeit ausgestrahlt. Eine weitere von Rauher moderierte Sendereihe war Stimme des Hafens, die erstmals 1938 ausgestrahlt und später in Duisburger Hafenkonzert umbenannt wurde.
Zu Beginn des Zweiten Weltkrieges wurde er zur Wehrmacht eingezogen. Bis Januar 1940 war er Kriegsberichterstatter in einer Propagandakompanie der Luftwaffe. Als Leiter und Ansager eines Wehrmachtsvarietés bereiste er anschließend Belgien, Frankreich und Norwegen, zwischendurch arbeitete er immer wieder in verschiedenen deutschen Städten.
Nach Kriegsende kam Rauher beim NWDR unter, wurde aber schon Anfang 1946 wegen angeblicher NSDAP-Mitgliedschaft entlassen. Er bestritt diese Mitgliedschaft und arbeitete seither als freier Mitarbeiter für den Hörfunk, doch trotz mehrerer Persilscheine durch Kollegen erhielt er nie mehr eine Festanstellung. Als es um die Wiederbelebung der Sendereihe Der frohe Samstagsnachmittag ging, genehmigte ihm der zuständige Kontrolloffizier die Mitwirkung. Die Sendereihe lief dann von 1949 bis 1954 im Rahmen der Wohnungsbaulotterie 1000 Grüße von Haus zu Haus Nachdem der NWDR Köln im April 1950 eine zweite Ultrakurzwelle erhalten hatte, wirkte Rauher nun auch als Sprecher in der auf UKW ausgestrahlten Sendereihe Glückwunschstunde mit. Bei der Deutschen Welle in Köln moderierte er die Mitmachsendungen Was darf es sein? und Wunschkonzert.
Rauher war seit 1929 mit Else Böhme verheiratet. 1957 zog er sich eine Erkrankung des Kehlkopfs zu und starb nach langem Leiden am 15. Januar 1958 im Alter von 56 Jahren in seiner Wohnung in Köln-Riehl.